# Sous les pavés, la plage (pièce de théâtre)
Pour les articles homonymes, voir Sous les pavés, la plage (homonymie).
Sous les pavés, la plage est une comédie de boulevard de Rita Brantalou et Philippe Bruneau, mise en scène par Jean-Luc Moreau et jouée au théâtre Daunou du 23 septembre 2000 au 29 avril 2001.

## Argument
Un bon père de famille, sous-fifre à Matignon et grand admirateur du Général de Gaulle, donne l'ordre aux CRS de faire évacuer la Sorbonne un certain 3 mai 1968. Entre une épouse travaillée par le démon de midi et prête à succomber aux charmes d'un beau CRS et une fille manipulée par un étudiant pseudo-gauchiste et opportuniste, il va, par vanité et incompétence, enchaîner gaffes sur gaffes et plonger la France dans le chaos.

## Personnages
- Pierre Maillard : conseiller auprès du Premier ministre
- Madeleine : son épouse
- Marie-Jo : sa fille, 18 ans, élève en terminale et admiratrice de Daniel Cohn-Bendit
- Jean-François : étudiant à Nanterre, 22 ans
- Christian Melin : brigadier-chef à la 25e compagnie de CRS

## Distribution
- Pierre Maillard : Guy Montagné
- Madeleine Maillard : Danièle Évenou
- Marie-Jo Maillard : Mathilde Pénin
- Jean-François : Nicolas Schmit
- Christian Melin : Stéphane Russel

## Fiche technique
- Auteurs : Rita Brantalou et Philippe Bruneau
- Mise en scène : Jean-Luc Moreau
- Décors : Charlie Mangel
- Lumière : Fabrice Kebour
- Costumes : Catherine Gorne-Achdjian

## Citations
- « Je pourrais peut-être aider à débarrasser ? - Allons, allons ! Les femmes sont là pour ça ! »
- « Mens sana in corpore sano ! - Voilà ?!... C'est valable aussi pour toi, ma chérie ! Women sana in corpore sano ! »
- « Madeleine ! On est mardi ! »
- « Maman ?! Je peux aller rejoindre Marie-Clotilde à l'EJACU ? - L'Ejacu ? - Mais oui ! L'Entraide aux Jeunes Africains Catholiques Universitaires ! - Ah ! Tu m'a fais peur ! »
- « Tous les ans, à Pâques, je prends dix jours de vacances pour l'anniversaire de ma mère et l'ouverture de la pêche aux écrevisses. »
- « Tu sais très bien que les trépidations du train, ça me... »
- « Il m'aidait gentiment à tringler les rideaux ! »
- « Et pourquoi crois-tu que j'étais encore au ministère à 4 heures de l'après-midi ? Et un vendredi en plus ! »
- « Sous-fifre ne serait pas le mot que j'emploierais ! Je suis parfaitement habilité à assurer l'intérim du premier ministre intérimaire lorsque celui-ci ne peut être joint ! »
- « C'est les trotskistes qui voulaient l'enlever mais il a réussi à se tirer par les égouts avec Tante Yvonne sur les épaules ! »
- «  J'ai été rétrogradé par ma hiérarchie ! - Rétrogradé ? - Je suis affecté à un poste de maître-nageur-sauveteur dans le bassin d'Arcachon... Sous les pavés, la plage ! »
- «  Je vais être nommé délégué général à la restructuration des archives de la République ! »